# Jaskinia Dobosza
Jaskinia Dobosza – jaskinia w polskich Bieszczadach. Wejście do niej znajduje się na Połoninie Wetlińskiej, w zboczu opadającym na północ z przełęczy między Rohem a Hasiakową Skałą, w Skale Dobosza, w pobliżu schroniska Chatka Puchatka, na wysokości 1075 m n.p.m. Długość jaskini wynosi 13 metrów, a jej deniwelacja 4,5 metrów.

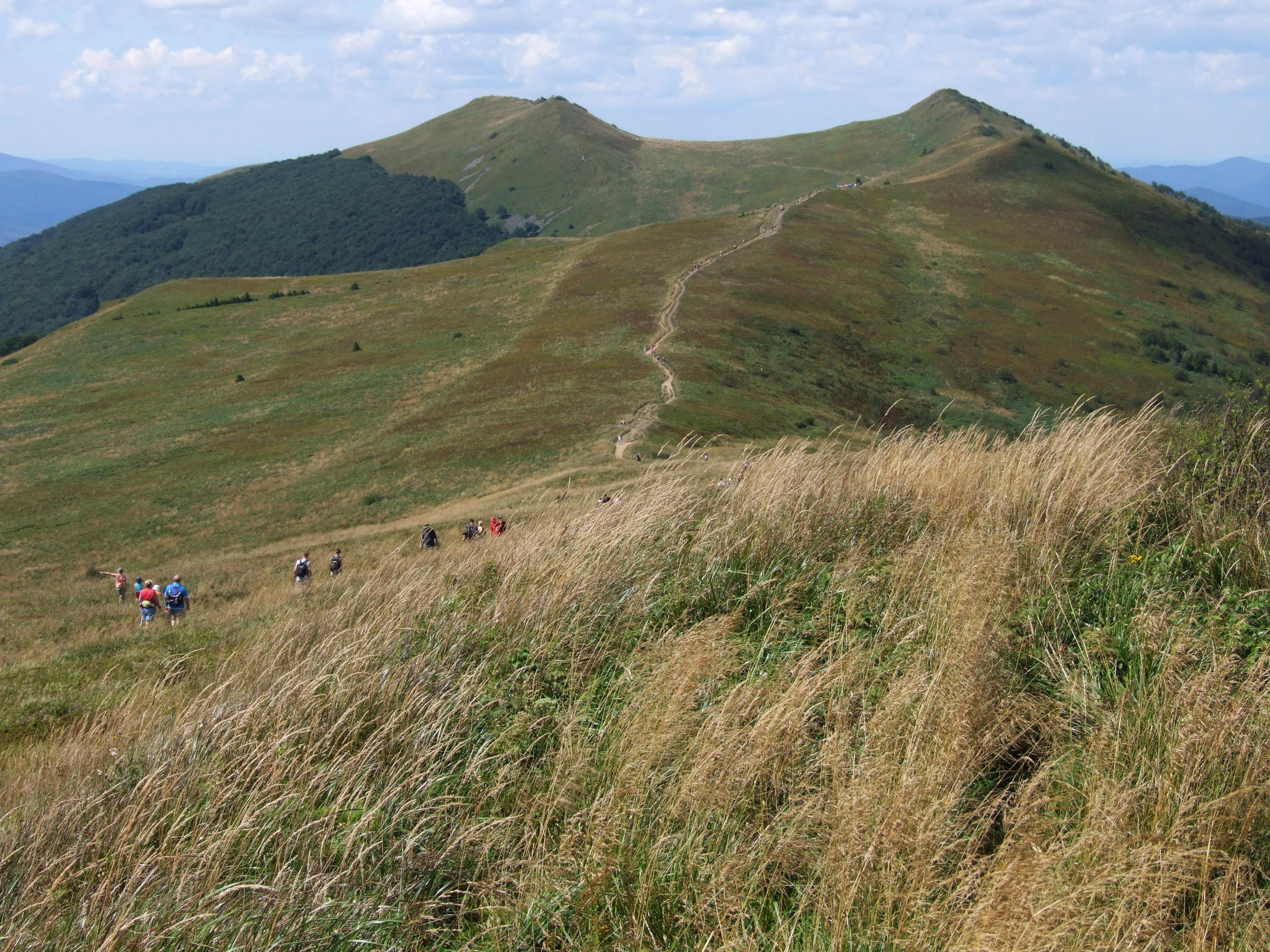
Przełęcz między Hasiakową Skałą a Rohem

## Opis jaskini
Jaskinię stanowi mała sala do której prowadzi niewielki otwór wejściowy. Odchodzą z niej dwa krótkie i wąskie korytarzyki.

## Przyroda
W jaskini brak jest nacieków. Zamieszkują ją motyle i pająki.

## Historia odkryć
Brak jest danych o odkrywcach jaskini. Jej opis i plan jaskini sporządzili T. Mleczek, M. Klimek i B. Szatkowski w 2008 roku. Według legend jaskinia była kryjówką zbójników, w tym słynnego rozbójnika Dobosza. Stąd jej nazwa.